# Горішок (плід)

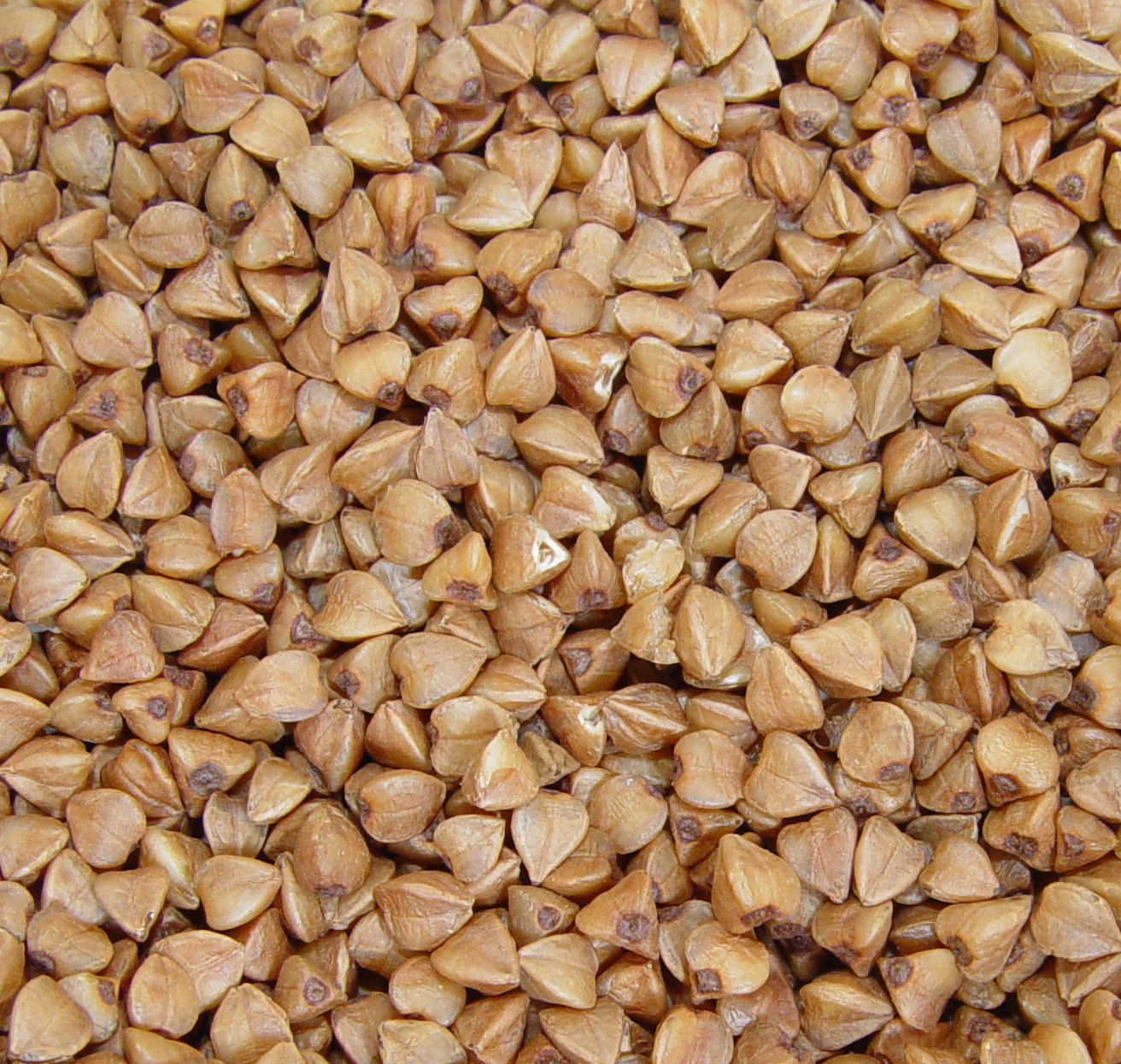
Горішки гречки звичайної (Fagopyrum esculentum Moench)

Горі́шок (лат. nucula) — у ботаніці — односім'яний нерозкривний плодик апокарпного плоду, з дерев'янистим перикарпом (наприклад, у жовтця) й інші дрібні односім'яні плоди (паракарпний у дим'янки, лізикарпний у гречки), а також ереми бурачникових і губоцвітних, і мерикарпії молочайних.
Приклади рослин, плоди яких — горішки:
- гречка,
- суниці (полуниця),
- коноплі,
- щавель.
- асперуга

## Багатогорішок
Складний плід, що складається з горішків, називається багатогорішок. Багатогорішками є несправжні ягоди полуниці, суниці й інших рослин — утворення, аналогічні ягодам за структурою, проте в розвитку яких бере участь не лише зав'язь, але й інші частини квітки (наприклад, квітколоже).
Плід шипшини (багатогорішок, горішки якого розташовуються в розрослому квітколожі, ввігнутому при дозріванні гіпантія) має спеціальну назву — цинародій.
Горішок — псевдомонокарпій. Багатогорішок — апокарпій.